# Dimitri Obolensky
Dimitri Obolensky (São Petersburgo, 19 de março/1 de abril de 1918 - Burford, 23 de dezembro de 2001) foi um historiador russo que se estabeleceu na Inglaterra. Foi professor de russo e história balcânica na Universidade de Oxford e autor de vários trabalhos históricos.

## Biografia
Obolensky era filho de Dimitri Alexandrovich Obolensky (1882-1964) e Maria Shuvalov (1894-1973). Foi descendente de Rurique (r. 862–879), Igor (r. 912–945), Esvetoslau I (r. 945–972), São Vladimir I (r. 969–1015), São Miguel I de Czernicóvia e Miguel Semyonovich Vorontsov.[carece de fontes?] Contudo, como um de seus estudantes havia escrito, "foi um estudioso sóbrio o suficiente para saber que Rurique não poderia realmente ter existido."
Após a revolução, a Marinha Real Britânica ajudou Obolensky e sua família a escapar da Rússia, junto com Maria Feodorovna e Nicolau Nikolaevich. Foi educado na Escola Preparatória Lynchmore, em Eastbourne, e no Liceu Pasteur em Neuilly-sur-Seine antes de partir para o Trinity College, em Cambridge. Casou-se com Elisabeth Lopukhin em 1947; o casamento foi dissolvido em 1989 e ele morreu sem descendência. Finalmente tornou-se um súdito britânico em 1948. Em 1988 retornou para a Rússia como um delegado oficial do Sobor (Conselho) da Igreja Ortodoxa Russa convocado para celebrar os 1000 anos da conversão da Rússia ao cristianismo. O serviço memorial de Obolensky foi realizado na Catedral de Oxford, e ele foi enterrado no Cemitério Wolvercote.
Obolensky tornou-se um distinto acadêmico. Foi um Companheiro do Trinity College (1942-1948, Companheiro Honorário - 1991-2001) e Professor em Estudos Eslavos na Universidade de Cambridge (1946-1948). Tornou-se Leitor em Russo e História Medieval Balcânica na Universidade de Oxford (1949-1961) e subsequentemente Professor de Russo e História Balcânica (1961-1985; Emérito - 1985-2001). Foi um Estudante da Christ Church, em Oxford (1950-1985; Emérito - 1985-2001), Companheiro da British Academy (1974; Vice-Presidente - 1983-1985), Vice-Presidente do Instituto Keston, em Oxford e um Cavaleiro Celibatário (1984). Também foi membro do Athenaeum Club.
A realização mais duradoura de Obolensky foi a commonwealth bizantina (1971), uma síntese em larga escala da história medieval da Europa Oriental. Outros grandes estudos incluem Os bogomilitas: um estudo dos Bálcãs neo-maniqueístas (1946) e Seis retratos bizantinos (1988).